# Дончич, Данило
Данило Дончич (серб. Данило Дончић / Danilo Dončić; 20 августа 1969, Вране — 1 мая 2024, София) — югославский и сербский футболист, нападающий, тренер.

## Биография
С детства жил в Белграде и начал заниматься футболом в клубе «Белград». На старте взрослой карьеры выступал во втором дивизионе Югославии за «Рудар» (Любля), а затем несколько лет играл в низших лигах за «Напредак», «Чукарички» и «Белград».
В 1994 году перешёл в мальтийский клуб «Валлетта», где провёл три сезона. В сезоне 1996/97 стал лучшим бомбардиром чемпионата Мальты, забив 32 гола. Затем играл за болгарский клуб «Локомотив» (София) и за клуб второго дивизиона Португалии «Имортал», с которым по итогам сезона 2000/01 вылетел в третий дивизион. В составе «Локомотива» в сезоне 1997/98 стал третьим бомбардиром чемпионата Болгарии (13 голов). В 2001 году вернулся на Мальту, присоединившись к команде «Слима Уондерерс», провёл в ней пять лет и стал трёхкратным чемпионом страны, а также ещё дважды становился лучшим бомбардиром — в сезонах 2002/03 (18 голов) и 2003/04 (19 голов). В 37-летнем возрасте завершил игровую карьеру.
Всего в высшем дивизионе Мальты сыграл 196 матчей и забил 151 гол. По состоянию на начало 2020-х годов входит в десятку лучших снайперов чемпионата за всю историю, а на момент окончания карьеры занимал второе место после Тони Николла (173).
По окончании игровой карьеры работал тренером с различными клубами Мальты, а также ассистировал сербскому специалисту Драгану Окуке в софийском «Локомотиве» и греческой «Кавале». Затем снова работал на Мальте, а также возглавлял бахрейнский «Ан-Наджма» и греческий «Этникос» (Ахнас). С «Валлеттой» в сезоне 2017/18 стал обладателем «золотого дубля», в сезоне 2018/19 клуб также стал чемпионом, но Дончич покинул его за месяц до конца чемпионата. В 2023 году возглавил софийский «Локомотив», за неделю до смерти ушёл в отставку.
Умер 1 мая 2024 года в Софии на 55-м году жизни от инфаркта.

## Достижения
как игрок:
- Чемпион Мальты: 1996/97, 2002/03, 2003/04, 2004/05
- Обладатель Кубка Мальты: 1995, 1996, 1997, 2004
- Лучший бомбардир чемпионата Мальты: 1996/97 (32 гола), 2002/03 (18 голов), 2003/04 (19 голов)

как тренер:
- Чемпион Мальты: 2017/18
- Обладатель Кубка Мальты: 2017/18
- Финалист Кубка Мальты: 2021/22